# László Csongrádi
László Csongrádi (* 5. Juli 1959 in Budapest) ist ein ehemaliger ungarischer Säbelfechter.

## Erfolge
Bei den Olympischen Spielen 1988 in Seoul nahm László Csongrádi als Teil der ungarischen Equipe am Mannschaftswettbewerb teil. Ungeschlagen erreichte er mit dieser den Finalkampf gegen die Sowjetunion, der 8:8-Unentschieden endete. Ungarn platzierte sich dank der besseren Trefferbilanz von 67:64 auf dem ersten Rang, sodass Csongrádi gemeinsam mit Imre Bujdosó, Imre Gedővári, György Nébald und Bence Szabó Olympiasieger wurde. Zwei Jahre darauf wurde er mit der Mannschaft in Lyon zudem Vizeweltmeister. Viermal wurde er ungarischer Mannschaftsmeister.